# Талицы (городской округ Истра)
Талицы — деревня в Истринском районе Московской области России, в муниципальном образовании городское поселение Дедовск. Население — 300 чел. (2010), в деревне 5 улиц и 6 садовых товариществ.

## История
В 1994—2006 годах Талицы — центр Ленинского сельского округа.

## География
Расположена на северо-западной окраине Дедовска, между Волоколамским шоссе на севере и железнодорожной линией Рижского направления Московской железной дороги. Талицы находятся на берегах речки Поповка (правый приток реки Грязева), высота над уровнем моря 196 м.

## Транспорт
В Талицах находится железнодорожная платформа Рижского направления Миитовская, районный противотуберкулезный диспансер, мебельная фабрика Асгард, автобусное сообщение с Москвой.

## Достопримечательности
В деревне с мая 2024 года работает «Музей истории мироздания» — современный и единственный тематический музей в Московской области по геологии, палеонтологии и метеоритике (Талицы, дом 44.).

## Население
| 2002 | 2006 | 2010 |
| ---- | ---- | ---- |
| 293  | ↘287 | ↗300 |